# マヌ・エルナンド
ホセ・マヌエル・"マヌ"・エルナンド・リオル（José Manuel "Manu" Hernando Riol、1998年7月19日 - ）は、スペイン・カスティーリャ・イ・レオン州パレンシア出身のサッカー選手。ラシン・サンタンデール所属。ポジションはディフェンダー。

## クラブ経歴
2012年にレアル・マドリードのカンテラに加入すると、2017年、Bチームへと昇格した。
2020年1月2日、出場機会を掴むため、セグンダ・ディビシオンに在籍していたラシン・サンタンデールへとレンタル移籍した。しかし、ラシン・サンタンデールはシーズン終了後にセグンダ・ディビシオンBへの降格が決まった。
2020年8月14日、同じくセグンダのSDポンフェラディーナに期限付き移籍。
2021年7月16日、CDトンデラに2年契約で移籍した。
2024年2月1日、1年半契約でラシン・サンタンデールへ移籍した。